# Bataille d'Ústí nad Labem
Croisades contre les Hussites
 (septembre 2015).
La bataille d'Ústí nad Labem (En tchèque bitva u Ústí nad Labem, aussi appelée bataille d'Aussig par les germanophones) est un affrontement entre les croisés catholiques romains et les hussites qui se tient au cours de la quatrième croisade contre les hussites le 16 juin 1426. Le champ de bataille est situé près d’Aussig (Ústí nad Labem, en français Aussig-sur-Elbe) dans le nord de la Bohême.

## La troisième croisade
La mort de Jan Žižka en octobre 1424 et les divergences entre les Hussites semblent pour les féodaux germaniques constituer une occasion favorable de vaincre les Hussites. Le pape Martin V lance fin 1425 un appel pour une troisième croisade.

## Prise de la ville d’Ústí
Comme à leur habitude, les Croisés féodaux se partagent le pays avant même de le conquérir. La ville d’Ústí-sur-Elbe est accordée en gage au margrave de Misnie parce qu’il a beaucoup investi dans l’affaire. Avant même que l’armée croisée ne se forme, les troupes du margrave impatient occupent la ville, qui n’est pas très loin des frontières de son pays.
L’importance de la ville d’Ústí est symbolique, économique et stratégique. Symbolique parce que d’après la tradition c’est le berceau de la famille des Přemyslides, première dynastie tchèque jusqu’en 1306. C’est une ville économiquement importante puisqu’elle lève l’octroi sur les marchandises transitant par l’Elbe, fleuve qui conduit jusqu’à la mer du Nord. Enfin la ville contrôle l’accès à la Misnie et à la Saxe voisine. Elle donne aux troupes croisées un avantage stratégiquement important en tant que base pour aller plus loin en territoire tchèque.

## Les Hussites assiègent Aussig-sur-Elbe
Face à leur ennemi les Hussites oublient leurs divergences et font front commun, Zikmund Korybutovič et Procope Le Grand sont des hommes de compromis.
Début mai 1426 les Hussites se rassemblent pour une grande campagne. Les Taborites accueillent des volontaires en nombre pour le combat, parviennent à constituer deux divisions, soit 12  à   14 000 fantassins, commandés par Procope. Les Hussites pragois forment une troupe, de volontaires mais surtout de mercenaires, d’environ 6 000 soldats. Ce sont surtout des fantassins, mais cette troupe comprend également autour de quinze cents cavaliers, commandés par Korybutovič.
La mobilisation enthousiaste des Hussites est plus rapide que celle de l’armée croisée. L’état-major décida donc de surprendre un ennemi encore en préparation en menant une guerre offensive. Par marches rapides les Hussites arrivent devant Aussig-sur-Elbe qu’ils assiègent. L’objectif des Hussites est de prendre la ville avant l’arrivée des Croisés. En prévision, les Saxons renforcèrent considérablement leur garnison et leurs approvisionnements.
Les Hussites se préparent à l’attaque de manière méticuleuse. Ils ont emporté un matériel de siège conséquent. Le 26 mai ils sont en face de la ville. Les assiégés repoussent par deux fois les assaillants, malgré les dégâts importants commis par l’artillerie. Les assaillants, mobilisés trop rapidement, manquent de vivres et sont touchés par les maladies. Les troupes hussites se réduisent, les effectifs fondent autour de 10 000  à   12 000 soldats. La garnison reprend espoir, compte sur des renforts venant d’Allemagne.

## L’armée féodale arrive
Effectivement l’armée croisée principale, plus de 20 000 hommes, 3 000 chariots, venant de Misnie, de Saxe, de Thuringe, de Silésie et de Haute-Lusace, sous le commandement d'un seigneur thuringien, Boso Vitzthum (de). Longeant l’Elbe, elle arrive le 15 juin. Sa stratégie est radicalement différente de la précédente croisade car, outre la cavalerie traditionnelle des féodaux, les Croisés disposent d’une nombreuse infanterie composée de piétons mercenaires fournis ou financés par les villes. Ils disposent de plusieurs centaines de chariots de combat à la mode hussite, ainsi que de 180 pièces d’artillerie. Cet équipement préoccupe immédiatement l’état-major hussite car les canons pouvaient mettre à mal tout leur système de défense.
Les Hussites, après une dernière charge, abandonnent le siège de la ville dès qu’ils apprennent l’arrivée de l’armée féodale et s’installent sur une position choisie à l’avance, les hauteurs de Behani, avec leurs 500 chariots de combat. Adossés à une forêt qui ne permet pas le déploiement des cavaliers, devant eux s’ouvre la plaine de l’Elbe, les Hussites ne sont plus que 8 000 à 10 000 hommes à la veille de la bataille. La troupe hussite comprend la cavalerie commandée par le Lituanien Korybutovič qui n’est réellement à l’aise militairement qu’à la tête d’une cavalerie.
Les Hussites se préparent à la bataille selon leurs habitudes : ils creusent une large fosse avec des passerelles rapidement amovibles, installent leur artillerie et se positionnent eux-mêmes en fonction.

## Première phase de la bataille
Les Hussites ayant choisi le meilleur emplacement sur une colline, les Croisés n’ont d’autre choix pour leur camp que les bords de l’Elbe, à bonne distance et hors de portée des canons hussites. et se préparent à l’attaque avec leur infanterie, essentiellement composée de mercenaires. La force de l’armée féodale est sa très large supériorité numérique pour tous les types de soldats, son imposante artillerie.
Apprenant de leurs précédentes erreurs, les Croisés veulent en effet maintenant d’abord détruire la forteresse de chariots avant d’attaquer. La bataille commence le 16 juin, l’impressionnante artillerie féodale bombarde les chariots, puis les piétons mercenaires attaquent les positions hussites, essentiellement par des tirs d’arbalètes, reculent lorsqu’ils s’aperçoivent que la résistance est encore trop forte. Cette double manœuvre est répétée plusieurs fois pendant plusieurs heures.
Sur les côtés des arbalétriers, se tient la cavalerie féodale qui protège les piétons de toute tentative d’encerclement. Elle est disposée en deux rangées : la première doit attaquer les chariots hussites et leurs servants piétons, la seconde doit se préparer à repousser une éventuelle attaque de la cavalerie hussite. Une telle disposition n’était pas prévue à l’origine, elle diminue le nombre de chevaliers pouvant attaquer les chariots, mais devient nécessaire lorsque les Croisés apprennent l’existence de la relativement nombreuse cavalerie hussite. En début de bataille, les cavaliers hussites essayent de provoquer les chevaliers féodaux à la charge, mais le piège est trop grossier.
La supériorité numérique de l’armée féodale tant en matériels qu’en hommes est telle que le rang de chariots hussites est pratiquement détruit après plusieurs assauts. En effet, ayant acquis dans leurs déroutes précédentes une certaine expérience, les Croisés se sont équipés de grandes haches et de marteaux afin de casser les chaînes reliant les chariots entre eux. La résistance hussite devient de plus en plus faible, d’autant que, de crainte de perdre leur artillerie, les Hussites doivent la déplacer vers l’arrière. C’est ainsi que les piétons germaniques parviennent à s’emparer des chariots et finissent le travail de destruction de l’artillerie pour laisser la place à la cavalerie féodale sur un espace relativement dégagé. C’était la première fois que les féodaux parvenaient à abattre un rang de chariots ! Les fantassins allemands pouvaient poursuivre leur avance dans le camp ennemi, les Hussites auraient sans doute perdu la bataille, ployant sous le nombre à un contre deux.

## Seconde phase de la bataille

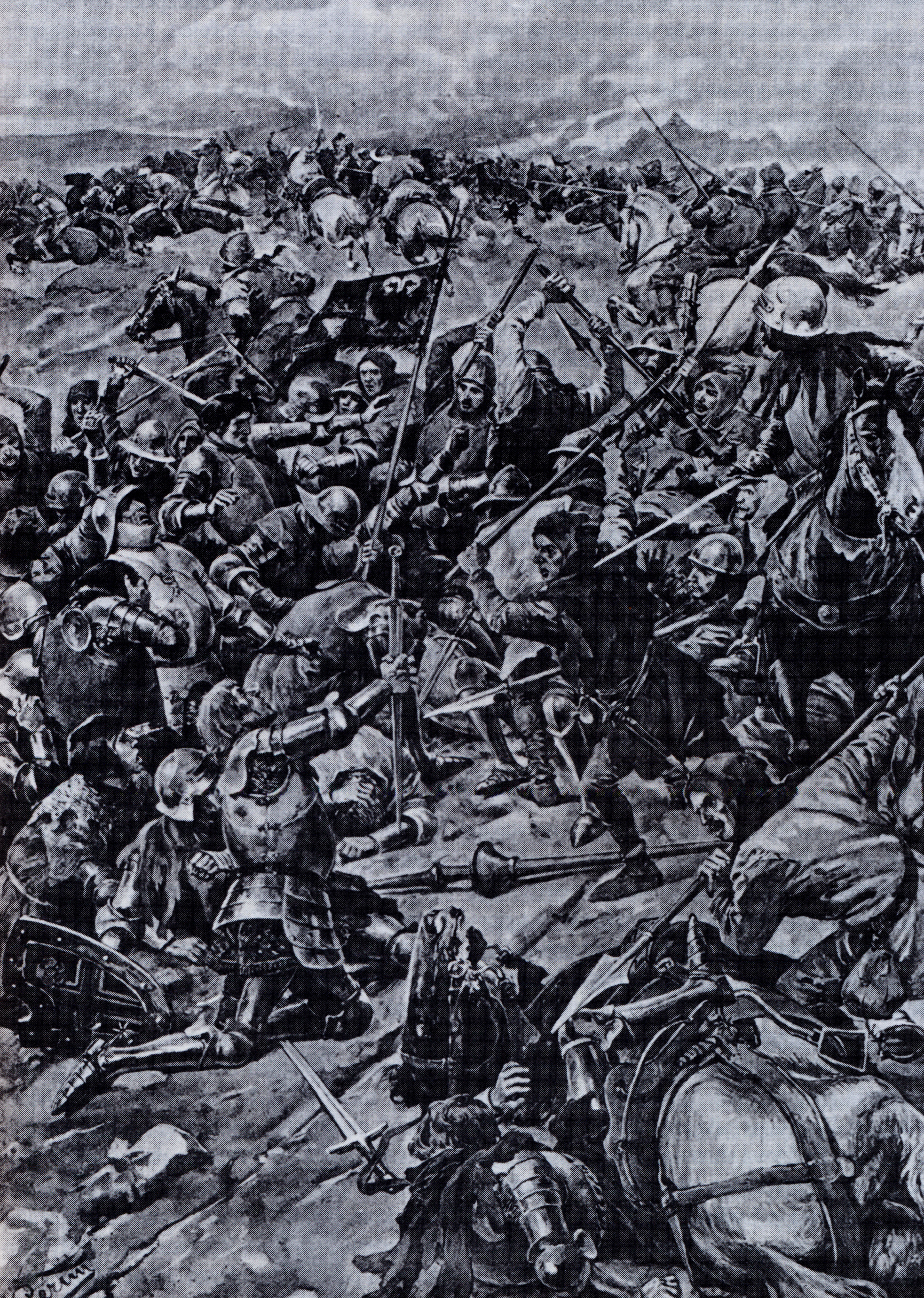
La bataille vu d'artiste

Mais les chevaliers féodaux ne veulent pas laisser la victoire à des soldats qui ne sont que leurs paysans. Constatant que les soldats hussites sont sans défense, ils chargent à leur manière traditionnelle dans la certitude de leur victoire. Ils le font toutes rangées confondues, contrairement aux instructions reçues. Ils tombent alors massivement dans le piège préparé à l’avance, la fosse, située derrière le premier rang de chariots détruit. Les Hussites ont au cours de la nuit préparé un second rang de chariots derrière la fosse, invisible de la vallée et hors d’atteinte de l’artillerie germanique. Lors de leur arrivée en haut de la colline, les chevaliers germaniques se trouvent sous le feu de l’artillerie hussite placée derrière le second rang de chariots, accueillis également par des arbalétriers, des arquebusiers et des soldats munis d’armes à feu courtes (pistolets) protégés par les pavoisiers. Leur charge brisée net, beaucoup de féodaux tombent dans la fosse, emportés par leur élan, juste le temps de comprendre leur erreur.
Les piétons hussites, certains de ne pas être attaqués par une cavalerie ennemie entièrement engagée, se déploient alors par les ailes juste derrière eux pour achever les chevaliers fatigués de leur course, désarçonnant ceux qui ne le sont pas encore. C’est ainsi que de deux à trois mille chevaliers passent de vie à trépas, les Hussites ne faisant aucun prisonnier. Lorsque les chevaliers germaniques rescapés cherchent à s’enfuir vers leur camp la cavalerie de Zikmund Korybutovič, passant par les ailes par une ample manœuvre, se met à leur poursuite.
Quoique la retraite se fait sans panique, la défaite des Croisés est sévère. Leurs pertes totales sont énormes, difficilement évaluables, au moins 4 000 morts. La défaite féodale aurait pu être bien plus lourde, mais la cavalerie hussite, trop peu nombreuse, ne poursuit les chevaliers allemands que sur une courte distance. En faire plus aurait été se mettre en péril face aux piétons de l’armée croisée et aux chevaliers remis en selle, risquer de transformer la victoire en défaite puisque les féodaux étaient nombreux. La discipline dans l’exécution d’une stratégie préalable est une des conditions de la victoire.
Les Croisés disposent toujours d’une large supériorité numérique, leur infanterie et artillerie sont presque entièrement intactes. Mais les Croisés n’insistent pas, sachant que les Hussites opposeront une résistance au moins aussi vigoureuse, renoncent à d’autres d’attaques au cours des jours suivants, ne se remettant pas de la perte de leurs meilleurs chevaliers. Les Croisés préfèrent s’en retourner dans leur pays, estimant que revenir dans ces conditions valait mieux que d’être complètement en déroute comme lors des croisades précédentes.
L’armée féodale partie, la ville d’Usti est prise et brûlée.

## Suite de la bataille
Les seigneurs allemands sont maintenant certains que les Hussites peuvent être vaincus avec une infanterie soutenue par l’artillerie. Lors de la diète de Francfort, ils font voter d’importants impôts afin d’engager des mercenaires et acheter une forte artillerie. Il est décidé que le trésor ainsi constitué, puis les mercenaires, seront sous la surveillance de six électeurs et de trois représentants des villes, personne n’ayant confiance en Sigismond de Luxembourg.
L’armée en constitution n’est pas seulement composée de mercenaires. Beaucoup de seigneurs, pour renforcer l’infanterie de leur armée, obligent leurs paysans à s’engager en masse. Ce fut la première armée de conscription de toute l’histoire du Saint-Empire romain germanique. De nouvelles batailles contre les Hussites se préparent.